# 神戸市立山の手小学校
神戸市立山の手小学校（こうべしりつ やまのてしょうがっこう）は、兵庫県神戸市中央区中山手通7丁目にある公立小学校。

## 概要
1994年（平成6年）4月、神戸市立山手小学校と神戸市立下山手小学校が統合して開校した。校地は1990年に閉校した旧神戸市立生田中学校跡地を利用している。
神戸市立山の手小学校は人としての生き方、他人を思いやる心を造る事を大切にしている。

## 特色
学校敷地内の南東角には、「カリヨンの塔」と呼ばれる建物がある。この建物の先端付近にはカリヨンが吊るされ、毎日正午と夕方5時に童謡「海」を奏でている。このカリヨンは、校歌にも「〜ひびくカリヨン歌声とともに たからかに響くよ生田の森に〜」と歌われている。
また、山の手小学校には生徒からの公募によって決められた「山の手坊や」と「カリヨンちゃん」という2人のオリジナルキャラクターがいる。2人は兄妹関係であるとされている。

## 沿革
- 1994年（平成6年）4月 - 開校。

## 通学区域
校区は以下の通り。
- 神戸市中央区
  - 海岸通4 - 6丁目、北長狭通5丁目（8番4 - 7号）・6 - 8丁目、栄町通4 - 6丁目、下山手通6 - 9丁目、諏訪山町（2番1 - 25号・3番）、中山手通6 - 8丁目、花隈町、再度筋町、弁天町、元町高架通（2番184 - 313号・3番184 - 313号）、元町通4 - 7丁目、山本通5丁目（但し1 - 3番を除く）
- 神戸市兵庫区 - 楠谷町[2]

## 進学先中学校
- 神戸市立神戸生田中学校

## 周辺
- 神戸中華同文学校
- 宇治川公園

## 交通アクセス
- 神戸市バス7系統・「楠谷町」徒歩3分
- 神戸市営地下鉄西神・山手線 大倉山駅より徒歩9分。

## 通学区域が隣接している学校
- 神戸市立こうべ小学校
- 神戸市立神戸祇園小学校
- 神戸市立湊小学校